# وستارية قصيرة التسنن
وستارية قصيرة التسنن (الاسم العلمي:Wisteria brevidentata) هي نوع من النباتات تتبع جنس الوستارية من الفصيلة البقولية.